# Belvíz

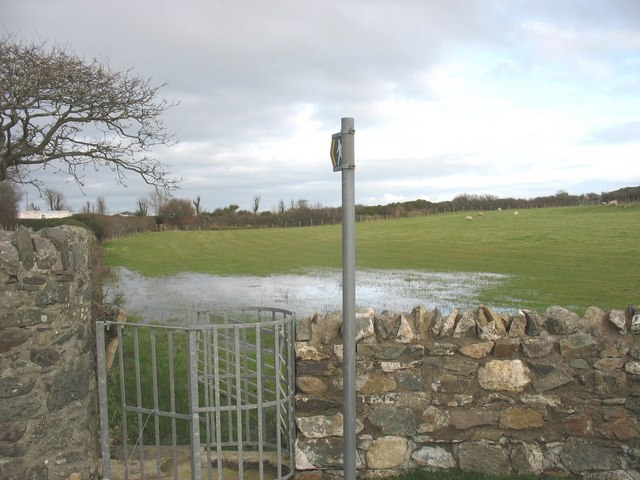
Belvizes terület

A belvíz olyan állóvíz, amely nagyobb esőzések, hirtelen hóolvadás vagy a talajvíz szintjének emelkedése miatt keletkezik. Azért nem tud természetes módon elszivárogni, mert a talaj felső rétegében a talaj szabad pórusai vízzel telítődnek. Ha a belvíz hosszabb ideig van jelen, a mezőgazdaságban kárt okoz azzal, hogy a kultúrnövények gyökérzete a tartósan vizes közegben károsodik.
A belvíz által okozott károk megelőzése érdekében végzett műszaki tevékenységek összessége a belvízrendezés. Ennek elemei a víz gyorsabb lefolyását segítő csatornarendszer, a csatornák útjában lévő tereptárgyak vízáteresztését biztosító átereszek, csőzsilipek és bújtatók, illetve a belvizeket a magasabb vízszintű csatornákba vagy folyókba beemelő szivattyútelepek.